# حمام صخره‌ای کرم
حمام صخره‌ای کرم مربوط به دوره صفوی است و در شهرستان شهربابک، روستای کرم واقع شده و این اثر در تاریخ ۱۸ خرداد ۱۳۸۴ با شمارهٔ ثبت ۱۱۸۸۲ به‌عنوان یکی از آثار ملی ایران به ثبت رسیده است.